# Kings Valley
Kings Valley – jednostka osadnicza w Stanach Zjednoczonych, w stanie Oregon, w hrabstwie Benton.